# Thelma Kench

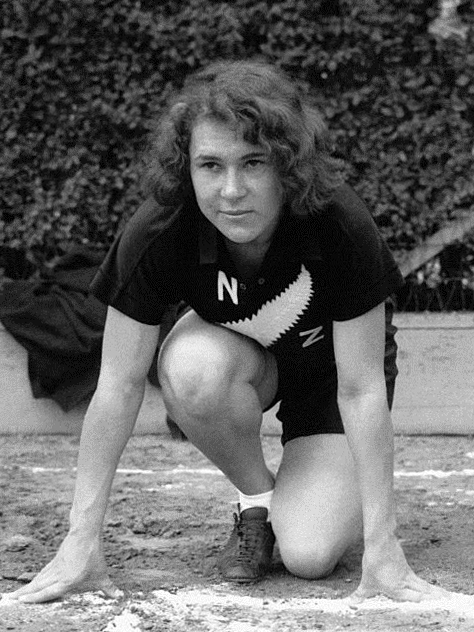
Thelma Kench (1932)

Thelma Kench (geboren 19. Februar 1914 in Palmerston North; gestorben 25. März 1985 in Wellington), verheiratete Thelma Irion, war eine neuseeländische Sprinterin.

## Karriere
Kench war eine Nichte des mehrmaligen neuseeländischen Sprintmeisters Harry Martis.
1930 wurde sie neuseeländische Meisterin im Sprint über 100 Yards. Im selben Jahr stellte sie mit 11,2 Sekunden ihre persönliche Bestzeit über diese Strecke auf, was damals die Einstellung des aktuellen Weltrekords bedeutete. Diese Leistung konnte sie zwei Jahre darauf wiederholen.
Sie vertrat ihr Land bei den Olympischen Spielen 1932 in Los Angeles im 100-Meter-Lauf. Mit einer Zeit von 11,4 Sekunden qualifizierte sie sich als Dritte ihres Vorlaufes für das Halbfinale. Dort konnte sie die gute Leistung aus der ersten Runde jedoch nicht wiederholen. Nach der Hälfte des Rennens noch an dritter Position liegend, brach sie ein und erreichte am Ende nur den sechsten und letzten Platz.
Seit 1940 war Kench mit John Henry Irion verheiratet.